# 폴라 제이 파커
폴라 제이 파커(영어: Paula Jai Parker, 영어 발음: /dʒeɪ/, 1969년 8월 19일~)는 미국의 배우이다.

## 출연 작품

### 영화
- 타코 가게 (2018, Taco Shop) - 이브 역
- 4플레이 (2014년)
- 웬 어 우먼스 페드 업 (2013년)
- 유 미 & 허 (2013년) - 캐런 역
- 커버 (2008년)
- 천재 클럽 (2006년)
- 아이들와일드 (2006년) - 로즈 역
- 애니멀(영어판) (2005년)
- 더 프라우드 패밀리 무비 (2005년)
- 허슬 & 플로우 (2005년)
- 내 아기의 아빠 (2004년)
- 그녀는 날 싫어해 (2004년)
- 폰 부스 (2002년) - 펄리샤 역
- 하이 크라임 (2002년)
- 바보들의 사랑 (1998년)
- 두번째 인생 (1998년)
- 우 (1998년)
- 스프렁 (1997년)
- 돈 비 어 메니스 투 사우스 센트럴 와일 드링킹 유어 쥬스 인 더 후드 (1996년)
- 버스를 타라 (1996년)
- 프라이데이 (1995년)

### 텔레비전
- 트루 블러드 (2013-14)
- 리커버리 로드 (2016, Recovery Road)